# Cryptosphaeroides
Cryptosphaeroides (лат.) — род жуков-гибосорид из подсемейства Ceratocanthinae (Hybosoridae). Мадагаскар.

## Описание
Мелкие жуки-гибосориды (около 3 мм). Бескрылые виды с Мадагаскара. Усики с сильно загнутым внутрь педицелем, тело сетуозное, парамеры сильно асимметричные. Скульптура дорсальной поверхности образована редкими подковообразными точками, покрытыми волосками; задний край переднеспинки не приподнят. В лесной подстилке. Способны к сворачиванию в шар путем отклонения головы и переднеспинки и прижимания ног.

## Систематика
4 вида. Род был впервые описан в 2009 году. Включён в состав трибы Ceratocanthini из подсемейства Ceratocanthinae (Hybosoridae).
- Cryptosphaeroides ankaranensis Ballerio, 2009
- Cryptosphaeroides hippocrepis Ballerio, 2009
- Cryptosphaeroides hystrix (Paulian, 1991)
  - =Pseudopterorthochaetes hystrix Paulian, 1991
- Cryptosphaeroides tenrec Ballerio, 2009